# Ordine del leone del Palatinato
L'ordine del leone del Palatinato (detto anche ordine del leone di Baviera) fu un ordine cavalleresco fondato nell'ambito dell'Elettorato del Palatinato e successivamente passato al regno di Baviera.

## Storia

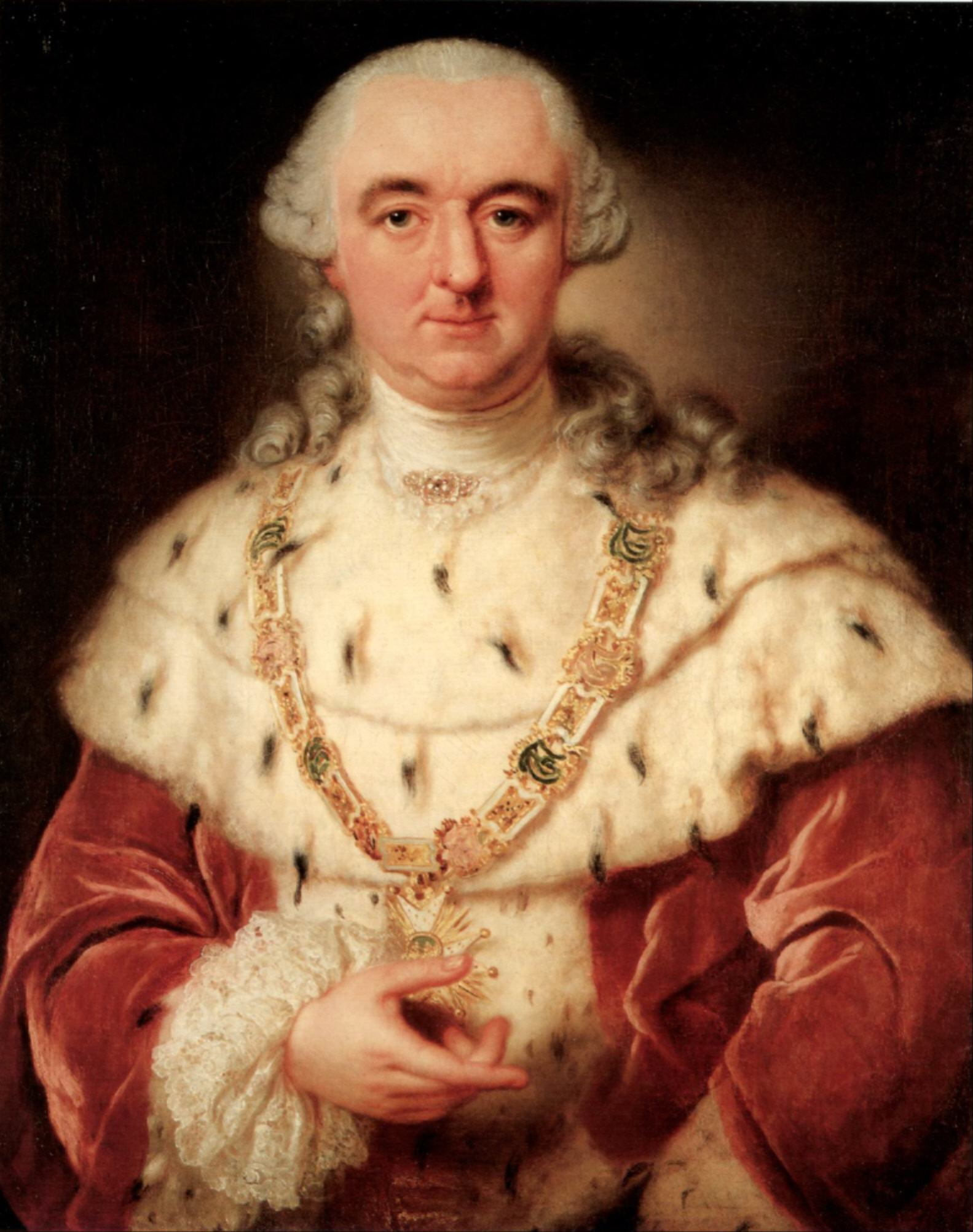
Carl Teodoro, elettore palatino e fondatore dell'Ordine nel 1768.

L'ordine del leone del Palatinato venne creato nel 1768 da Carlo Teodoro del Palatinato per celebrare il suo 25º anniversario di regno. Originariamente chiamato Ordine del leone del Palatinato, l'ordine venne rinominato Ordine del leone di Baviera quando il ramo del Palatinato-Sulzbach della dinastia dei Wittelsbach ereditò il ducato di Baviera nel 1778. 
Il numero dei cavalieri (classe unica) era limitato a 25, incluso il cancelliere e il capo dell'ordine. L'unico requisito per la concessione dell'onorificenza era aver servito la casata dell'elettore per 25 anni consecutivi, elemento che venne meno già sotto il regno di Massimiliano I di Baviera il quale ricompensò con tale onorificenza molti degli ufficiali francesi napoleonici che lo avevano sostenuto nella piena riconquista dei suoi domini.
Nel 1808 Massimiliano I Giuseppe di Baviera dichiarò l'ordine estinto e smise di concederlo. Sul modello di quest'onorificenza il nipote di Massimiliano I, Ludovico II di Baviera, istituirà l'Ordine al merito militare di Baviera.

## Insegne

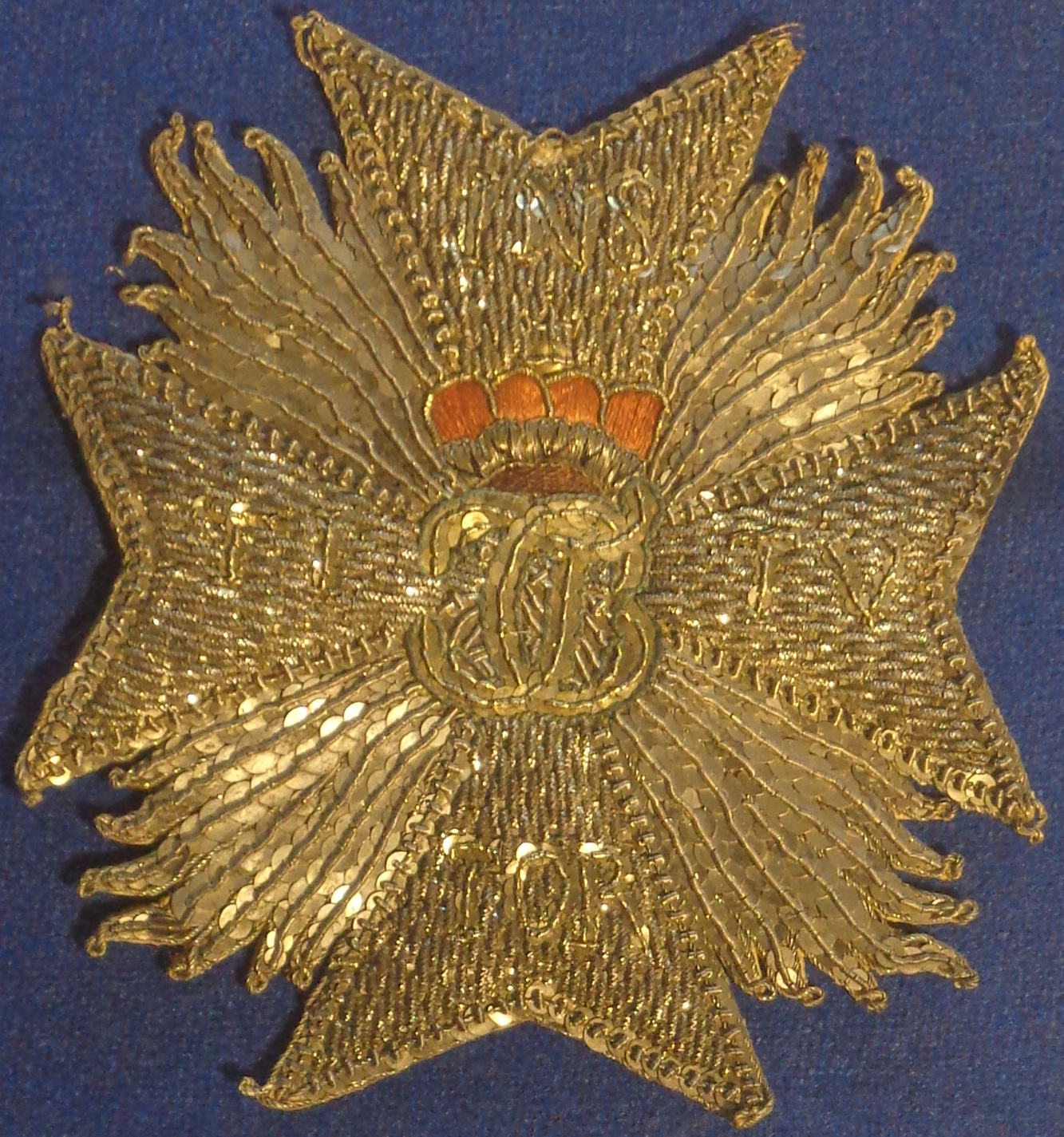
Placca in stoffa dell'Ordine del leone del Palatinato

La medaglia dell'ordine consisteva in una croce maltese smaltata di blu scuro e bordata d'oro, con al centro un grande medaglione riportante un leone rampante d'oro coronato ed il motto "MERENTI" ("ai benemerenti"). Tra le braccia si trovavano dei raggi d'oro. Sul retro, il disco centrale di colore blu riportava le iniziali "CT" in onore del fondatore, Carlo Teodoro del Palatinato. La cornice bianca attorno riporta in oro le parole "INSTITU.AN.1768" ("istituito nell'anno 1768"). La decorazione è sostenuta al nastro tramite un'ancoretta in oro.
La placca dell'ordine consisteva in una croce maltese d'argento con al centro il monogramma "CT" (Carlo Teodoro) sormontato da una corona. Tra le braccia si trovavano dei raggi d'argento. Su ciascun braccio si trovavano le parole "INSTITUTUR" ("è stato istituito") con riferimento al monogramma centrale, ovvero da Carlo Teodoro. La placca era portata sulla parte sinistra del petto.
Il nastro dell'ordine è bianco con una fascia blu su ciascun lato.

## Insigniti notabili

### Alla fondazione
- Giovanni di Birkenfeld-Gelnhausen
- Carlo II Augusto del Palatinato-Zweibrücken
- Guglielmo in Baviera
- Carlo Federico Guglielmo di Leiningen
- Carlo Paolo Ernesto di Bentheim-Steinfurt
- Francesco I di Erbach-Erbach

### Successivi
- Michel Ordener
- Pierre-Augustin Hulin
- Dominique-Louis-Antoine Klein
- Gabriel de Hédouville
- Robert Guillaume Dillon
- Claude-Étienne Chaillou des Barres
- Jean-Baptiste Drouet d'Erlon
- François Christophe Kellermann
- Charles Lefebvre-Desnouettes
- Pierre Claude Pajol
- Jean Rapp
- Pierre-Louis Dupas
- Ignacy Feliks Morawski
- Karol Morawski
- Jan Amor Tarnowski
- Aleksandr Suvorov
- Franz Albert Leopold von Oberndorff
- Franz Georg Ernst von Sturmfeder
- Carl Philipp von Venningen
- Andreas von Riaucour
- Friedrich Karl zu Löwenstein-Wertheim-Freudenberg